# Los Vélez
Los Vélez es una comarca española situada en la parte septentrional de la provincia de Almería. Este territorio limita con las comarcas almerienses del Levante al sureste y el Valle del Almanzora al sur; con las comarcas granadinas de Baza al suroeste y Huéscar al oeste; así como con las murcianas del Noroeste al norte y el Alto Guadalentín al este.
Está formada por cuatro municipios, de los cuales el más poblado es Vélez-Rubio, y el más extenso Vélez-Blanco, que es a su vez el segundo más grande de toda la provincia; por el contrario, el municipio con menor número de habitantes es María, y el de menor superficie Chirivel. Su capital tradicional e histórica es la villa de Vélez-Rubio.
Como el resto de las comarcas almerienses, solo está reconocida a nivel geográfico pero no a nivel político.

## Municipios
La comarca está conformada por los siguientes municipios:
|              | Municipio    | Superficie   | Población (2019) | Densidad       | Ayto. (2019) | Pedanías |
| ------------ | ------------ | ------------ | ---------------- | -------------- | ------------ | --- |
| Chirivel     | Chirivel     | 196,47 km²   | 1.472 hab.       | 7,49 hab./km²  | PSOE         | Aspilla, El Campillo, El Cantal, El Contador, El Mojonar, La Rambla de Abajo, La Rambla de Arriba y El Róquez |
| María        | María        | 225,62 km²   | 1.238 hab.       | 5,48 hab./km²  | PP           | Alfahuara, Cañada Grande, Cañadas de Cañepla, Casablanca y Graj |
| Vélez-Blanco | Vélez-Blanco | 441,31 km²   | 1.904 hab.       | 4,31 hab./km²  | Cs           | Alara, Alcoluche, Canales, El Cercado, Derde, Las Juntas, Macián, Los Molinos, Montailón, Montalviche, El Piar, Rambla Seca, El Río Claro, Solana, Taibena y Topares |
| Vélez-Rubio  | Vélez-Rubio  | 282,05 km²   | 6.555 hab.       | 23,24 hab./km² | PP           | Los Alamicos-La Dehesa, La Alquería, Los Aránegas, Los Asensios-Saladilla, El Bancalejo, Los Cabreras, Calabuche, Calderón, El Campillo, La Canalica, La Carrasca, Las Casas, El Charche, El Espadín, Fuente Grande, Gateros, Los Gatos, Los Gázquez, El Ginte-Bolaimi, La Losilla, La Mata, Los Oquendos, Los Pardos, La Parra, Los Ramales, El Río Mula, Tonosa y Los Torrentes |
|              | TOTAL        | 1.145,45 km² | 11.169 hab.      | 9,75 hab./km²  |              | |